# 陈晏清
陈晏清（1938年—），男，湖南新化人，中国马克思主义哲学家，曾任南开大学教授、博士生导师。